# Insula Belene

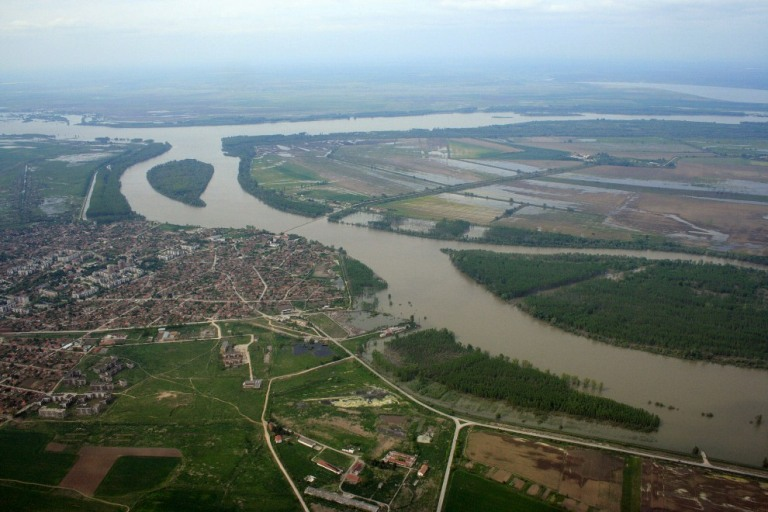
Orașul Belene și insulele Măgărița, Belitsa și partea de vest a insulei Belene

Insula Belene (în bulgară Остров Белене, Ostrovul Belene) sau Insula Persin (Остров Персин, Ostrovul Persin) este cea mai mare insulă bulgară. Este situată pe Dunăre între km. 560,5 și 575, în dreptul localității Belene din regiunea Plevna.

## Descriere
Insula este formată de fluviul Dunărea care se desparte în două brațe ce trec pe la nordul și sudul insulei. Frontiera dintre Bulgaria și România urmează brațul de nord și, prin urmare, insula Belene este teritoriu bulgar. Insula are o lungime de 14,50 km și o lățime maximă de 6 km; este situată la nord de orașul Belene. Insula este a patra cea mai mare insulă de pe Dunăre, având o suprafață de 41,10 km2. Înălțimea maximă a insulei deasupra apelor fluviului este de aproximativ 9 metri. În timpul viiturilor, zone mari ale insulei sunt inundate. În trecut insula reprezenta 20.000 de hectare de ținuturi umede, dar a fost îndiguită în anii 1950 pentru a se evita inundațiile și pentru obținerea de teren arabil. Insula este formată în general din sedimente aluvionare. Din localitatea Belene până la insulă s-a construit un pod de pontoane.
Pe insula Cinghinarele situată în 1916 în apropiere lângă ieșirea estică a canalului Belene, o luptă a avut loc la începutul lunii octombrie 1916, în timpul Primului Război Mondial.

## Clima
Predominant în regiune este climatul temperat-continental. Temperatura medie anuală în zonă este de 12°C. Luna cea mai caldă este iulie, când temperatura medie este de 24°C, iar cea mai rece este ianuarie, cu -4 °C. Media anuală a precipitațiilor este de 955 milimetri. Cea mai ploioasă lună este iunie, cu o medie de 127 mm precipitații, iar cea mai uscată este luna august, cu 47 mm de precipitații.

## Parc natural

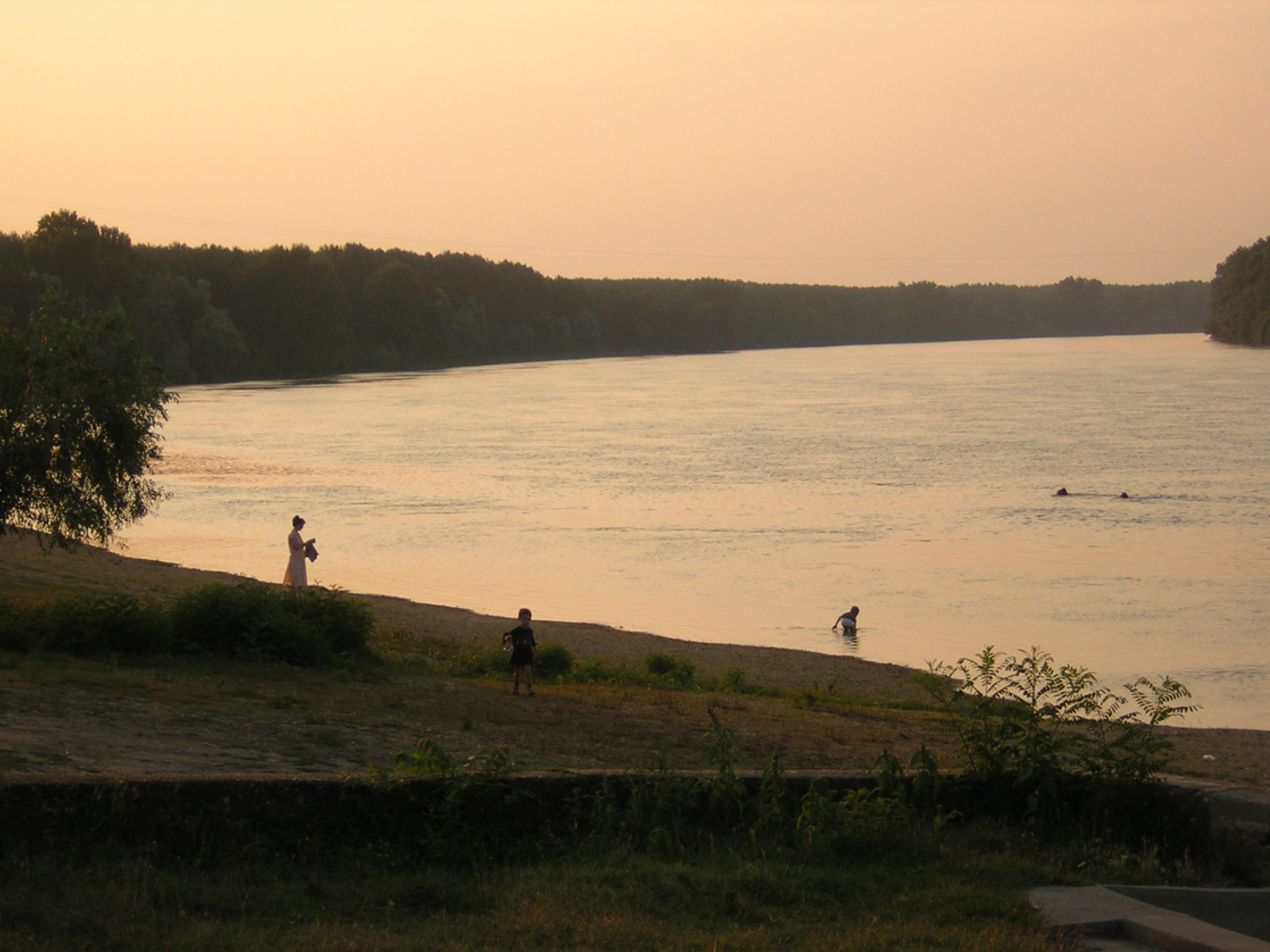
Dunărea între orașul Belene și Insula Belene

Insula Belene face parte din Complexul Insulele Belene și din Parcul Natural Persina, având peste 170 de specii rare de păsări de apă, cum ar fi ibisul, cormoranul mic, sfrânciocul cu frunte neagră, gâsca cu gât roșu și altele. Flora insulei Belene este reprezentată de sălcii, plopi și plopi tremurători, dar există și teren arabil. În prezent, o parte din insulă a fost restaurată la starea inițială de teren umed și este inclusă pe lista parcurilor Ramsar (Conventia UNESCO Ramsar, 1971).

## Lagăr de concentrare
Insula este cunoscută pentru Lagărul de concentrare Belene⁠(d), creat în 1949 printr-o decizie a Biroului Politic al Comitetului Central al Partidului Comunist Bulgar, care a funcționat pentru deținuții politici între 1949-1953 și 1956-1959. Închisoarea Belene este încă în funcțiune ca penitenciar în partea de vest a insulei, în timp ce partea de răsărit este rezervație naturală.

## Legături externe
- Poziția pe hartă - wikimapia.org
- Construirea unei centrale nucleare la Belene - arhiva.gov.ro
- Bulgaria a renunțat la construcției unei noi centrale nucleare la Belene, pe malul Dunării